# Athanasia Tsoumeleka
Athanasia Tsoumeleka (in greco Αθανασία Τσουμελέκα?; Prevesa, 2 gennaio 1982) è una marciatrice greca.

## Biografia
Fino al 2003 Athanasia era un'atleta praticamente sconosciuta ai più e finì soltanto settima ai mondiali di quell'anno.
Con grande sorpresa degli addetti ai lavori, vinse l'oro olimpico durante le Olimpiadi di Atene, nella sua Grecia, davanti alla russa Olimpiada Ivanova e all'australiana Jane Saville.
Il 14 aprile 2009 viene incriminata per doping dal pubblico ministero greco dopo essere risultata positiva alla CERA in un test effettuato in gennaio su un campione di urine prelevate due giorni prima dell'inizio dei Giochi olimpici di Pechino 2008. In relazione alla sua positività la IAAF decide la squalifica per due anni e la cancellazione di tutti i risultati sportivi a partire dal 6 agosto 2008.

## Palmarès
| Anno | Manifestazione    | Sede              | Evento        | Risultato | Prestazione | Note                                     |
| ---- | ----------------- | ----------------- | ------------- | --------- | ----------- | ---------------------------------------- |
| 2000 | Mondiali juniores | Santiago          | 10000 m piani | 4ª        | 41'10"96    |                                          |
| 2002 | Europei           | Monaco di Baviera | Marcia 20 km  | 9ª        | 1h31'25"    | Miglior prestazione personale stagionale |
| 2003 | Europei under 23  | Bydgoszcz         | Marcia 20 km  | Oro       | 1h33'55"    |                                          |
| 2003 | Mondiali          | Parigi            | Marcia 20 km  | 7ª        | 1h29'34"    | Record nazionale                         |
| 2004 | Giochi olimpici   | Atene             | Marcia 20 km  | Oro       | 1h29'12"    | Miglior prestazione personale            |
| 2005 | Mondiali          | Helsinki          | Marcia 20 km  | dq        | dq          |                                          |
| 2007 | Mondiali          | Osaka             | Marcia 20 km  | dnf       | dnf         |                                          |
| 2008 | Giochi olimpici   | Pechino           | Marcia 20 km  | dq        | dq          |                                          |